# Tajuplný vlak
Tajuplný vlak (Mystery Train) je nezávislý americký povídkový film z roku 1989, jehož režisérem byl Jim Jarmusch.

## Povídky
Daleko od Jokohamy (Far from Yokohama)
| Masatoši Nasage                  | Džun                    |
| Júki Kudó                        | Micuko                  |
| Screamin' Jay Hawkins            | noční recepční          |
| Cinqué Lee                       | hotelový poslíček       |
| Rufus Thomas                     | muž na nádraží          |
| Jodie Markell                    | průvodkyně v Sun Studio |
| William, Pat a Joshua Elvis Hoch | rodina turistů          |
| Reginal Freeman                  | průvodčí                |
| Beverly Prye                     | prostitutka             |

Duch (A Ghost)
| Nicoletta Braschi     | Luisa                      |
| Elizabeth Bracco      | Dee Dee, Charlieho sestra  |
| Tom Noonan            | první muž v restauraci     |
| Tom Noonan            | druhý muž v restauraci     |
| Richard Boes          | Luisa                      |
| Stephen Jones         | duch                       |
| Sara Driver           | úřednice na letišti        |
| Sy Richardson         | prodavač novin             |
| Jim Stark, Elan Yaari | zřízenci pohřebního ústavu |
| Darryl Daniel         | servírka                   |

Ztraceni ve vesmíru (Lost in Space)
| Joe Strummer      | Johnny / Elvis      |
| Rick Aviles       | Will Robinson       |
| Steve Buscemi     | holič Charlie       |
| Vodie Curtis-Hall | Ed                  |
| Royale Johnson    | Earl                |
| Winston Hoffman   | Wilbur              |
| Rockets Redglare  | prodavač lihovin    |
| Tom Waits         | DJ v rozhlase, hlas |

## Hudba
Hudba k filmu je dílem Johna Lurie. Dále jsou použity skladby:
- Mistery Train – Elvis Presley, Junior Parker
- Blue Moon – Elvis Presley
- Pain in My Heart – Otis Redding
- Domino – Roy Orbison
- The Memphis Train – Rufus Thomas
- Get Your Money Where You Spend Your Time – Bobby Blue Band
- Soul Finger – The Bar-Kays

## Ocenění filmu
- Cena za umělecký přínos, Filmový festival v Cannes, 1989